# Міссісіпі (теплохід)
«Міссісіпі»  - єдиний колісний теплохід, створений за аналогією американського пароплава XIX століття. Міссісіпі - двопалубний пасажирський теплохід, призначений для річкових транспортних перевезень.

## Історія

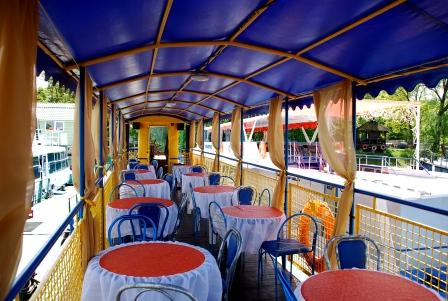
Оренда теплохода Київ

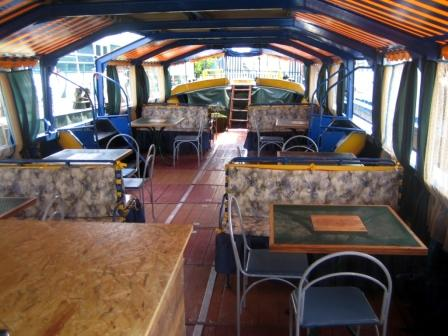
Нижня палуба після реконструкції

Теплоходи проекту 792А проектувалися і будувалися як пасажирські теплоходи відкритого типу з ходовою рубкою, розташованої в середній частині корпусу над головним двигуном, і з кормовим тентом.
Використовувалися ці теплоходи в основному на коротких переправах, в основному в літній час перевозили відпочиваючих на пляжі.
Завдяки своїй маленькій осаді, великий маневреності, відносно недорогій вартості, були, мабуть, найпоширенішими теплоходами свого часу. У народі за ними закріпилася назва «Лопоток».
Теплохід ПТ-69 з двома іншими теплоходами цього проекту працював в місті Чернігів на переправі. Після завершення будівництва моста через річку Десна, потреба в перевезенні відпала, теплохід припинили експлуатувати, а за тим потроху розтягли все його обладнання.
У 2003 році теплохід придбала київська компанія, яка дала теплоходу друге життя.
Теплохід був повністю реконструйований за проектом, узгодженим із  Регістром судноплавства України. Була встановлена верхня палуба, на якій в передній частині розмістилася рульова рубка. Збоку рульової рубки встановлені парові труби, на кормі встановлено гребне колесо.
Після реконструкції теплохід нагадує пароплав середини ХІХ століття, який ходив по американських річках. Теплохід отримав назву «Missisipi».
В даний час теплохід робить прогулянкові рейси в місті Києві.
Через свій незвичайний унікальний вид теплохід має популярність, любов і повагу пасажирів. 
На теплоході нерідко знімають сцени художніх фільмів, різних програм, показують в новинних сюжетах.  